# Smilax
Smilax is een geslacht van klimplanten uit de familie Smilacaceae. Het telt driehonderd tot driehonderdvijftig soorten die voorkomen in de (sub)tropische delen van de wereld. Sommige soorten hebben geneeskrachtige wortels, sarsaparilla geheten.
Het valt de Portugezen op dat hun buitengewesten sommige soorten struikwinde (Smilax), een glanzende klimplant gebruiken. De thee ervan zou werkzaam zijn tegen de syfilis. Vesalius beschrijft in 1546 de wortels in een brief. Samen met peper, kruidnagel, gember en kaneel brengen de Portugezen ze aan land in Antwerpen, waar ze overal verkrijgbaar zijn. Op die manier ontwikkelt Syfilis zich tot de ziekte die we kennen. Doordat de bacterie de slachtoffers langer in leven laat, overleeft ze en kent ze grotere verspreiding.

## Soorten
- Smilax aberrans Gagnep.
- Smilax aculeatissima Conran
- Smilax amblyobasis K.Krause
- Smilax ampla Warb. ex K.Krause
- Smilax anceps Willd.
- Smilax anguina K.Krause
- Smilax annulata Warb. ex K.Krause
- Smilax aquifolium Ferrufino & Greuter
- Smilax arisanensis Hayata
- Smilax aristolochiifolia Mill.
- Smilax aspera L.
- Smilax aspericaulisWall. ex A.DC.
- Smilax assumptionis A.DC.
- Smilax astrosperma F.T.Wang & Tang
- Smilax auriculata  Walter
- Smilax australis R.Br.
- Smilax azorica H.Schaef. & P.Schönfelder
- Smilax bapouensis H.Li
- Smilax basilata F.T.Wang & Tang
- Smilax bauhinioides Kunth
- Smilax bella J.F.Macbr.
- Smilax biflora Siebold ex Miq.
- Smilax biltmoreana (Small) J.B.Norton ex Pennell
- Smilax biumbellata T.Koyama
- Smilax blumei A.DC.
- Smilax bockii Warb.
- Smilax bona-nox L.
- Smilax borneensis A.DC.
- Smilax bracteata Presl
- Smilax brasiliensis Sprengel.
- Smilax californica (A.DC.) A.Gray
- Smilax calophylla Wall. ex A.DC.
- Smilax cambodiana Gagnep.
- Smilax campestris Griseb.
- Smilax canariensis Willd.
- Smilax canellifolia Mill.
- Smilax celebica Blume
- Smilax chapaensis Gagnep.
- Smilax china L.
- Smilax chingii F.T. Wang & Ts.Tang
- Smilax cinnamomea Desf. ex A.DC.
- Smilax cissoides M.Martens & Galeotti
- Smilax cocculoides Warb.
- Smilax cognata Kunth
- Smilax compta (Killip & C.V.Morton) Ferrufino
- Smilax corbularia Kunth
- Smilax cordato-ovata Rich.
- Smilax cordifolia Humb. & Bonpl. ex Willd.
- Smilax coriacea Spreng.
- Smilax cristalensis Ferrufino & Greuter
- Smilax cuprea Ferrufino & Greuter
- Smilax cuspidata Duhamel
- Smilax cyclophylla Warb.
- Smilax darrisii H.Lév.
- Smilax davidiana A.DC.
- Smilax densibarbata F.T.Wang & Tang
- Smilax discotis Warb.
- Smilax domingensis Willd.
- Smilax ecirrhata (Engelm. ex Kunth) S.Wats.
- Smilax elastica Griseb.
- Smilax elegans Wall.
- Smilax elegantissima Gagnep.
- Smilax elmeri Merr.
- Smilax elongatoumbellata Hayata
- Smilax emeiensis J.M.Xu
- Smilax erecta Merr.
- Smilax excelsa L.
- Smilax extensa A.DC.
- Smilax ferox Wall. ex Kunth
- Smilax flavicaulis Rusby
- Smilax fluminensis Steud.
- Smilax fooningensis F.T.Wang & Tang
- Smilax gagnepainii T.Koyama
- Smilax gigantea Merr.
- Smilax gigantocarpa Koord.
- Smilax glabra Roxb.
- Smilax glauca Walter
- Smilax glaucochina Warb.
- Smilax glyciphylla Sm.
- Smilax goyazana A.DC.
- Smilax gracilior Ferrufino & Greuter
- Smilax griffithii A.DC.
- Smilax guianensis Vitman
- Smilax guiyangensis C.X.Fu & C.D.Shen
- Smilax havanensis Jacq.
- Smilax hayatae T.Koyama
- Smilax hemsleyana Craib.
- Smilax herbacea L.
- Smilax hilariana A.DC.
- Smilax horridiramula Hayata
- Smilax hugeri (Small) J.B.Norton ex Pennell
- Smilax hypoglauca Benth.
- Smilax ilicifolia Desv. ex Ham.
- Smilax illinoensis Mangaly
- Smilax indosinica T.Koyama
- Smilax inversa T.Koyama
- Smilax irrorata Mart. ex Griseb.
- Smilax jamesii G.Wallace
- Smilax japicanga Griseb.
- Smilax javensis A.DC.
- Smilax kaniensis K.Krause
- Smilax keyensis Warb. ex K.Krause
- Smilax kingii Hook.f.
- Smilax klotzschii Kunth
- Smilax korthalsii A.DC.
- Smilax kwangsiensis F.T.Wang & Tang
- Smilax lanceifolia Roxb.
- Smilax lappacea Humb. & Bonpl. ex Willd.
- Smilax larvata Griseb.
- Smilax lasioneura Hook.
- Smilax lasseriana Steyerm.
- Smilax laurifolia L.
- Smilax lebrunii H.Lév.
- Smilax leucophylla Blume
- Smilax ligneoriparia C.X.Fu & P.Li
- Smilax ligustrifolia A.DC.
- Smilax loheri Merr
- Smilax longifolia Rich.
- Smilax lucidaMerr.
- Smilax luei T.Koyama
- Smilax lunglingensis F.T.Wang & Tang
- Smilax lushuiensis S.C.Chen
- Smilax lutescens Vell.
- Smilax luzonensis Presl
- Smilax macrocarpa Blume
- Smilax magnifolia J.F.Macbr.
- Smilax mairei Lev.
- Smilax malipoensis S.C.Chen
- Smilax maritima Feay ex Alph.Wood
- Smilax maypurensis Humb. & Bonpl. ex Willd.
- Smilax megacarpa A.DC.
- Smilax megalantha C.H.Wright
- Smilax melanocarpa Ridl.
- Smilax melastomifolia Sm.
- Smilax menispermoidea A.DC.
- Smilax microchina T.Koyama
- Smilax microphylla C.H.Wright
- Smilax minarum A.DC.
- Smilax minutiflora A.DC.
- Smilax modesta A.DC.
- Smilax mollis Humb. & Bonpl. ex Willd.
- Smilax moranensis Mart. & Galeotti
- Smilax munita S.C.Chen
- Smilax muscosa Toledo
- Smilax myosotiflora A.DC.
- Smilax myrtillus A.DC.
- Smilax nageliana A.DC.
- Smilax nana F.T.Wang
- Smilax nantoensis T.Koyama
- Smilax neocaledonica Schltr
- Smilax nervomarginata Hayata
- Smilax nigrescens F.T.Wang & Tang
- Smilax nipponica Miq.
- Smilax nova-guineensis T.Koyama
- Smilax obliquata Duhamel
- Smilax oblongata Sw.
- Smilax ocreata DC.
- Smilax odoratissima Blume
- Smilax officinalis Kunth
- Smilax orbiculata Labill.
- Smilax ornata Lem.
- Smilax orthoptera A.DC.
- Smilax outanscianensis Pamp.
- Smilax ovalifolia Roxb.
- Smilax ovatolanceolata T.Koyama
- Smilax pachysandroides T.Koyama
- Smilax paniculata M.Martens & Galeotti
- Smilax papuana Lauterb.
- Smilax perfoliata Lour.
- Smilax petelotii T.Koyama
- Smilax pilcomayensis Guagl. & S.Gattuso
- Smilax pilosa Andreata & Leoni
- Smilax pinfaensis H.Lév. & Vaniot
- Smilax plurifurcata A.DC.
- Smilax poilanei Gagnep.
- Smilax polyacantha Wall. ex Kunth
- Smilax polycolea Warb.
- Smilax populnea Kunth
- Smilax pottingeri Prain
- Smilax pseudochina L.
- Smilax pulverulenta Michx.
- Smilax pumila Walter
- Smilax purhampuy Ruiz
- Smilax purpurata G.Forst.
- Smilax pygmaea Merr.
- Smilax quadrata A.DC.
- Smilax quadrumbellata T.Koyama
- Smilax quinquenervia Vell.
- Smilax remotinervis Hand.-Mazz.
- Smilax retroflexa (F.T.Wang & Tang) S.C.Chen
- Smilax riparia A.DC.
- Smilax rotundifolia L.
- Smilax rubromarginata K.Krause
- Smilax rufescens Griseb.
- Smilax ruiziana Kunth
- Smilax salicifolia Griseb.
- Smilax sanguinea Posada-Ar.
- Smilax santaremensis A.DC.
- Smilax saulensis J.D.Mitch.
- Smilax schomburgkiana Kunth
- Smilax scobinicaulis C.H.Wright
- Smilax sebeana Miq.
- Smilax setiramula F.T.Wang & Tang
- Smilax setosa Miq.
- Smilax sieboldii Miq.
- Smilax sinclairii T.Koyama
- Smilax siphilitica Humb. & Bonpl. ex Willd.
- Smilax solanifolia A.DC.
- Smilax spicata Vell.
- Smilax spinosa Mill.
- Smilax spissa Killip & C.V.Morton
- Smilax spruceana A.DC.
- Smilax stans Maxim.
- Smilax stenophylla A.DC.
- Smilax subinermis C.Presl
- Smilax subpubescens A.DC.
- Smilax subsessiliflora Poir.
- Smilax synandra Gagnep.
- Smilax talbotiana A.DC.
- Smilax tamnoides L.
- Smilax tetraptera Schltr
- Smilax timorensis A.DC.
- Smilax tomentosa Kunth
- Smilax trachypoda J.B.Norton
- Smilax trinervula Miq.
- Smilax tsinchengshanensis F.T.Wang
- Smilax tuberculata C.Presl
- Smilax turbans F.T.Wang & Tang
- Smilax utilis C.H.Wright
- Smilax vaginata Decne.
- Smilax vanchingshanensis (F.T.Wang & Tang) F.T.Wang & Tang
- Smilax velutina Killip & C.V.Morton
- Smilax verrucosa Griseb.
- Smilax verticalis Gagnep.
- Smilax vitiensis (Seem.) A.DC.
- Smilax wallichii Kunth
- Smilax walteri Pursh.
- Smilax wightii A.DC.
- Smilax williamsii Merr.
- Smilax yunnanensis S.C.Chen
- Smilax zeylanica L.